# Gare de Rozières-sur-Mouzon
La gare de Rozières-sur-Mouzon était une gare ferroviaire française de la ligne de Merrey à Hymont - Mattaincourt, située sur le territoire de la commune de Rozières-sur-Mouzon, dans le département des Vosges en région Grand Est.
C'était une halte voyageurs de la Société nationale des chemins de fer français (SNCF) desservie par des trains TER Grand Est.

## Situation ferroviaire
Établie à 332 mètres d'altitude, la gare de Rozières-sur-Mouzon est située au point kilométrique (PK) 42,056 de la ligne de Merrey à Hymont - Mattaincourt, entre les gares de Damblain et de Lamarche.

## Service des voyageurs

### Accueil
C'est une halte SNCF, point d'arrêt non géré (PANG) à entrée libre.

### Desserte
Rozières-sur-Mouzon était une halte du réseau TER Grand Est, desservie par des trains régionaux de la relation Nancy-Ville - Culmont-Chalindrey.

### Intermodalité
Le stationnement des véhicules est possible à proximité.

## Patrimoine ferroviaire
Le bâtiment voyageurs (BV), la halle à marchandises la base en pierre de deux châteaux d'eau sont présents sur le site en 2021. Comptant trois travées, le BV rectangulaire à étage, correspond au type standard pour les haltes et petites gares de la Compagnie des chemins de fer de l'Est.